# Свиньино
Свиньино — село в Пичаевском районе Тамбовской области России. 
Входит в Пичаевский сельсовет.

## География
Расположено у юго-западных окраин райцентра, села Пичаево, на противоположной стороне реки Кашма, в 74 км к северо-востоку от Тамбова.

## Население
| 2002 | 2010 |
| ---- | ---- |
| 287  | ↘241 |

Согласно результатам переписи 2002 года, в национальной структуре населения русские составляли 97 % от жителей.